# Dark Polo Gang
Die Dark Polo Gang (DPG) ist eine italienische Trap-Gruppe aus Rom.

## Geschichte
Die Gruppe entstand 2014 als Rapkollektiv in Rom. Sie debütierte mit dem Lied Hypervenom. Von Anfang an suchte sie die Nähe zur italienischen Trapszene und arbeitete etwa mit Sfera Ebbasta zusammen. Als ihr Produzent fungierte meist der in Trapkreisen sehr bekannte Sick Luke (Luca Antonio Barker). Als erstes Album veröffentlichte die Gruppe 2015 Full Metal Dark zum Gratisdownload. In den sozialen Medien wuchs die Popularität der Dark Polo Gang und sie machten durch aufwendige und provokante Musikvideos sowie ihren extravaganten Kleidungsstil auf sich aufmerksam. Ende 2016 gaben sie der Sendung Nemo auf Rai 2 ein Interview. Wiederkehrendes Motiv ihrer Texte ist das Geld, tiefere Bedeutung gibt es nach eigener Aussage keine. Auf heftige Kritiken vor allem aus der Hip-Hop-Szene reagierten sie auch in ihren Songs, etwa in Sportswear.
Mit dem Lied Caramelle erreichte die Gruppe 2017 auf Anhieb Platz drei der italienischen Charts. Ende Juni gelang der Dark Polo Gang mit dem ersten kommerziell veröffentlichten Album Twins (im Vertrieb von Artist First) der Sprung an die Chartspitze. Anfang 2018 erschien das zweite Album Sick Side bei Universal, das jedoch nicht ganz an den Erfolg des Vorgängers anknüpfen konnte. Erst Trap Lovers schaffte wieder den Sprung an die Chartspitze. 2019 erschien eine Neuauflage des Albums, 2020 meldete sich die Gruppe mit dem Mixtape Dark Boys Club zurück.

## Diskografie

### Studioalben
| Jahr | Titel Musiklabel                             | Höchstplatzierung, Gesamtwochen, AuszeichnungChartplatzierungen (Jahr, Titel, Musiklabel, Platzierungen, Wochen, Auszeichnungen, Anmerkungen) | Höchstplatzierung, Gesamtwochen, AuszeichnungChartplatzierungen (Jahr, Titel, Musiklabel, Platzierungen, Wochen, Auszeichnungen, Anmerkungen) | Anmerkungen                                                 |
| Jahr | Titel Musiklabel                             | IT | CH | Anmerkungen                                                 |
| ---- | -------------------------------------------- | --- | --- | ----------------------------------------------------------- |
| 2017 | Twins Triplosette                            | IT1 Platin · (32 Wo.)IT | CH58 (1 Wo.)CH | Erstveröffentlichung: 23. Juni 2017 Verkäufe: + 50.000      |
| 2018 | Sick Side Universal                          | IT6 (9 Wo.)IT | — | Erstveröffentlichung: 5. Januar 2018                        |
| 2018 | Trap Lovers Universal Music / Virgin Records | IT1 Platin · (66 Wo.)IT | — | Erstveröffentlichung: 28. September 2018 Verkäufe: + 50.000 |

### Kompilationen
| Jahr | Titel Musiklabel     | Höchstplatzierung, Gesamtwochen, AuszeichnungChartplatzierungen (Jahr, Titel, Musiklabel, Platzierungen, Wochen, Auszeichnungen, Anmerkungen) | Höchstplatzierung, Gesamtwochen, AuszeichnungChartplatzierungen (Jahr, Titel, Musiklabel, Platzierungen, Wochen, Auszeichnungen, Anmerkungen) | Anmerkungen                            |
| Jahr | Titel Musiklabel     | IT | CH | Anmerkungen                            |
| ---- | -------------------- | --- | --- | -------------------------------------- |
| 2017 | Trilogy Artist First | IT41 (6 Wo.)IT | — | Erstveröffentlichung: 1. Dezember 2017 |

### Mixtapes
| Jahr | Titel Musiklabel           | Höchstplatzierung, Gesamtwochen, AuszeichnungChartplatzierungen (Jahr, Titel, Musiklabel, Platzierungen, Wochen, Auszeichnungen, Anmerkungen) | Höchstplatzierung, Gesamtwochen, AuszeichnungChartplatzierungen (Jahr, Titel, Musiklabel, Platzierungen, Wochen, Auszeichnungen, Anmerkungen) | Anmerkungen                                               |
| Jahr | Titel Musiklabel           | IT | CH | Anmerkungen                                               |
| ---- | -------------------------- | --- | --- | --------------------------------------------------------- |
| 2017 | Crack musica Triplosette   | IT77 Gold · (2 Wo.)IT | — | Erstveröffentlichung: 10. März 2016 Verkäufe: + 25.000    |
| 2017 | The Dark Album Triplosette | IT26 Gold · (3 Wo.)IT | — | Erstveröffentlichung: 31. Oktober 2016 Verkäufe: + 25.000 |
| 2020 | Dark Boys Club             | IT1 Gold · (25 Wo.)IT | CH59 (1 Wo.)CH | Erstveröffentlichung: 8. Mai 2020 Verkäufe: + 25.000      |

### Singles
| Jahr | Titel Album                            | Höchstplatzierung, Gesamtwochen, AuszeichnungChartsChartplatzierungen (Jahr, Titel, Album, Platzierungen, Wochen, Auszeichnungen, Anmerkungen) | Anmerkungen                                                               |
| Jahr | Titel Album                            | IT | Anmerkungen                                                               |
| --- | -------------------------------------- | --- | ------------------------------------------------------------------------- |
| 2017 | Caramelle Twins                        | IT3 Platin · (12 Wo.)IT | Erstveröffentlichung: 6. Mai 2017 Verkäufe: + 50.000                      |
| 2017 | Magazine Twins                         | IT39 Gold · (2 Wo.)IT | Erstveröffentlichung: 18. Mai 2017 Verkäufe: + 25.000                     |
| 2017 | Spezzacuori Twins                      | IT53 (1 Wo.)IT | Erstveröffentlichung: 19. Mai 2017                                        |
| 2018 | British Trap Lovers                    | IT1 Platin · (19 Wo.)IT | Erstveröffentlichung: 11. Mai 2018 Verkäufe: + 50.000                     |
| 2018 | Cambiare Adesso Trap Lovers            | IT2 Platin · (34 Wo.)IT | Erstveröffentlichung: 28. September 2018 Verkäufe: + 50.000               |
| 2019 | Gang Shit Trap Lovers Reloaded         | IT4 Gold · (7 Wo.)IT | Erstveröffentlichung: 1. Februar 2019 feat. Capo Plaza Verkäufe: + 25.000 |
| 2019 | Sex on the Beach Trap Lovers Reloaded  | IT12 Platin · (8 Wo.)IT | Erstveröffentlichung: 11. Mai 2019 Verkäufe: + 100.000                    |
| 2019 | Bassotto –                             | IT23 (2 Wo.)IT | Erstveröffentlichung: 24. Oktober 2019                                    |
| Folgende Lieder erschienen nicht als Single, wurden aber durch das Album zum Download und Streaming bereitgestellt und konnten somit eine Platzierung erlangen: |                                        | |                                                                           |
| |                                        | |                                                                           |
| 2017 | Sportswear –                           | IT46 Platin · (13 Wo.)IT | Verkäufe: + 50.000                                                        |
| 2017 | Cono gelato Twins                      | IT6 Platin · (11 Wo.)IT | Verkäufe: + 50.000                                                        |
| 2017 | El Machico Twins                       | IT24 (1 Wo.)IT | feat. Guè Pequeno                                                         |
| 2017 | Tic Tac Twins                          | IT29 Gold · (1 Wo.)IT | Verkäufe: + 25.000                                                        |
| 2017 | Sexy Gang Twins                        | IT34 (1 Wo.)IT |                                                                           |
| 2017 | Cobain Twins                           | IT37 (1 Wo.)IT |                                                                           |
| 2017 | Flex Twins                             | IT38 (1 Wo.)IT |                                                                           |
| 2017 | Marilyn Manson Twins                   | IT44 (1 Wo.)IT |                                                                           |
| 2017 | Sku Sku Twins                          | IT45 (1 Wo.)IT |                                                                           |
| 2017 | Side e Wayne Twins                     | IT55 (1 Wo.)IT |                                                                           |
| 2017 | Ti amo Twins                           | IT57 (1 Wo.)IT |                                                                           |
| 2017 | Hypebeast Twins                        | IT59 (1 Wo.)IT | feat. Kaydy Cain                                                          |
| 2017 | Diabolika Twins                        | IT70 (1 Wo.)IT |                                                                           |
| 2018 | Diego Armando Maradona Sick Side       | IT2 Platin · (8 Wo.)IT | Verkäufe: + 100.000                                                       |
| 2018 | Amorevole Sick Side                    | IT19 (2 Wo.)IT | feat. Prynce                                                              |
| 2018 | Fuck Gosha Sick Side                   | IT25 (1 Wo.)IT | feat. Tony Effe                                                           |
| 2018 | Fiori d’erba Sick Side                 | IT26 (1 Wo.)IT | feat. Hermit G                                                            |
| 2018 | Luxory Sick Side                       | IT32 (1 Wo.)IT |                                                                           |
| 2018 | Intro (Sick Side) Sick Side            | IT39 (1 Wo.)IT |                                                                           |
| 2018 | Cheesecake Sick Side                   | IT48 (1 Wo.)IT | feat. Wayne Santana                                                       |
| 2018 | In giro con i miei cani Sick Side      | IT60 (1 Wo.)IT |                                                                           |
| 2018 | Lullaby Sick Side                      | IT61 (1 Wo.)IT |                                                                           |
| 2018 | Fantasmi Sick Side                     | IT74 (1 Wo.)IT |                                                                           |
| 2018 | Almighty Sick Side                     | IT85 (1 Wo.)IT |                                                                           |
| 2018 | Splash Trap Lovers                     | IT4 Gold · (3 Wo.)IT | Verkäufe: + 25.000                                                        |
| 2018 | Toy Boy Trap Lovers                    | IT5 Gold · (3 Wo.)IT | Verkäufe: + 25.000                                                        |
| 2018 | Young Rich Gang Trap Lovers            | IT21 (2 Wo.)IT |                                                                           |
| 2018 | Uomini e donne Trap Lovers             | IT32 (2 Wo.)IT |                                                                           |
| 2018 | Expensive Trap Lovers                  | IT40 (1 Wo.)IT | feat. Mambolosco                                                          |
| 2018 | Che bello essere dark Trap Lovers      | IT42 (1 Wo.)IT |                                                                           |
| 2018 | Peter Pan Trap Lovers                  | IT63 (1 Wo.)IT |                                                                           |
| 2018 | Acqua Fiji Trap Lovers                 | IT73 (1 Wo.)IT |                                                                           |
| 2018 | Baby che noia Trap Lovers              | IT87 (1 Wo.)IT |                                                                           |
| 2018 | Casper Trap Lovers                     | IT93 (1 Wo.)IT |                                                                           |
| 2019 | Taki taki Trap Lovers Reloaded         | IT7 Gold · (6 Wo.)IT | Verkäufe: + 25.000                                                        |
| 2019 | Splash (Remix) Trap Lovers Reloaded    | IT61 (1 Wo.)IT | feat. Guè Pequeno & Luchè                                                 |
| 2019 | Gang Shit (Remix) Trap Lovers Reloaded | IT65 (1 Wo.)IT | feat. Gashi & Capo Plaza                                                  |
| 2020 | Pussy Dark Boys Club                   | IT1 Gold · (5 Wo.)IT | mit Tony Effe feat. Lazza & Salmo Verkäufe: + 35.000                      |
| 2020 | Amiri Boys Dark Boys Club              | IT2 Gold · (6 Wo.)IT | mit Tony Effe feat. Capo Plaza Verkäufe: + 35.000                         |
| 2020 | Savage Dark Boys Club                  | IT3 (4 Wo.)IT | mit Pyrex & Wayne Santana feat. Tedua                                     |
| 2020 | 4L Dark Boys Club                      | IT3 (3 Wo.)IT | mit Tony Effe & Mambolosco                                                |
| 2020 | Dark Love Gang Dark Boys Club          | IT7 (2 Wo.)IT | mit Pyrex feat. Ketama126                                                 |
| 2020 | Biberon Dark Boys Club                 | IT8 (2 Wo.)IT | mit Anna feat. DrefGold                                                   |
| 2020 | No Stupid Dark Boys Club               | IT14 (2 Wo.)IT | mit Wayne Santana & Boro Boro feat. Samurai Jay                           |
| 2020 | Dark Dark Boys Club                    | IT17 (1 Wo.)IT |                                                                           |
| 2020 | #Freetraffik Dark Boys Club            | IT18 (1 Wo.)IT | mit Tony Effe & Pyrex feat. Traffik & Tony One                            |
| 2020 | Gang Dark Boys Club                    | IT25 (1 Wo.)IT |                                                                           |
| 2020 | 1, 2, 3 Stella Dark Boys Club          | IT46 (1 Wo.)IT |                                                                           |
| 2020 | Speedrunner Dark Boys Club             | IT50 (1 Wo.)IT |                                                                           |
| 2020 | MP5 Dark Boys Club                     | IT61 (1 Wo.)IT | feat. Massimo Pericolo                                                    |
| 2020 | Dondure Dark Boys Club                 | IT98 (1 Wo.)IT |                                                                           |

Weitere Singles
- 2015: Cavallini (feat. Sfera Ebbasta) – Platin (100.000+)[3]
- 2015: Fiori del male (feat. Sfera Ebbasta) – Platin (100.000+)[3]
- 2016: C C (feat. Pyrex & Wayne) – Gold (50.000+)[3]

### Gastbeiträge
| Jahr | Titel Album               | Höchstplatzierung, Gesamtwochen, AuszeichnungChartsChartplatzierungen (Jahr, Titel, Album, Platzierungen, Wochen, Auszeichnungen, Anmerkungen) | Anmerkungen                                                          |
| Jahr | Titel Album               | IT | Anmerkungen                                                          |
| --- | ------------------------- | --- | -------------------------------------------------------------------- |
| 2019 | Bandito Dio perdona io no | IT45 (1 Wo.)IT | Enzo Dong feat. Dark Polo Gang                                       |
| 2020 | Loco Back to Rockport     | IT41 (1 Wo.)IT | Erstveröffentlichung: 28. Februar 2020 Kidd Keo feat. Dark Polo Gang |
| Folgende Lieder erschienen nicht als Single, wurden aber durch das Album zum Download und Streaming bereitgestellt und konnten somit eine Platzierung erlangen: |                           | |                                                                      |
| |                           | |                                                                      |
| 2019 | TVTB Paranoia Airlines    | IT1 Gold · (5 Wo.)IT | Fedez feat. Dark Polo Gang Verkäufe: + 25.000                        |
| 2020 | Va cosi Caldo             | IT93 (1 Wo.)IT | Mambolosco & Boro Boro feat. Dark Polo Gang                          |

## Belege
1. ↑  Dark Polo Gang: ecco chi sono i portabandiera della trap italiana. In: Rockol.it. 29. März 2017, abgerufen am 5. Juli 2017 (italienisch).
2. 1 2 3  Chartquellen (Alben):
  - Alben von Dark Polo Gang. In: Italiancharts.com. Hung Medien, abgerufen am 4. April 2018.
  - Alben von Dark Polo Gang. In: Hitparade.ch. Hung Medien, abgerufen am 4. April 2018.
3. 1 2 3 4 5 6 7 8 9 10 11 12 13 14 15 16 17 18 19 20 21 22 23 24 25 26  Certificazioni. FIMI, abgerufen am 30. Oktober 2024 (italienisch).
4. ↑  Chartquellen (Singles): Archivio classifiche Top Digital. FIMI, abgerufen am 30. Oktober 2024 (italienisch).
5. ↑  Archivio classifiche Top Digital. FIMI, abgerufen am 30. Oktober 2024 (italienisch).